# The Silent Corner and the Empty Stage
The Silent Corner and the Empty Stage je třetí sólové studiové album Petera Hammilla. Album vyšlo v roce 1974 u Charisma Records, během neaktivního období skupiny Van der Graaf Generator. Ve skladbě „Red Shift“ hraje na sólovou kytaru Randy California ze skupiny Spirit.

## Seznam skladeb
| Pořadí         | Název                             | Délka |
| -------------- | --------------------------------- | ----- |
| 1.             | Modern                            | 7:28  |
| 2.             | Wilhelmina                        | 5:17  |
| 3.             | The Lie (Bernini's Saint Theresa) | 5:40  |
| 4.             | Forsaken Gardens                  | 6:15  |
| 5.             | Red Shift                         | 8:11  |
| 6.             | Rubicon                           | 4:11  |
| 7.             | A Louse Is Not a Home             | 12:13 |
| Celková délka: | Celková délka:                    | 49:15 |

## Personnel
- Peter Hammill – kytara, klavír, basová kytara, harmonium, klávesy, zpěv, mellotron
- Randy California – kytara
- Hugh Banton – varhany, basový pedál, klávesy, doprovodný zpěv
- Guy Evans – bicí, perkuse
- David Jackson – flétna, saxofon